# Walter Grünberg
Walter Grünberg (* 7. April 1934 in Wien; † 13. Juli 1996) war ein österreichischer Veterinärmediziner.

## Leben
Grünberg promovierte 1958 an der Veterinärmedizinischen Universität Wien zum Dr. med. vet. und habilitierte sich 1970 ebenda in Allgemeiner Pathologie und Pathologischer Anatomie. Im selben Jahr erhielt er den Kardinal-Innitzer-Preis. 1975 wurde er an der Veterinärmedizinischen Universität Wien ordentlicher Professor der Fischkunde.
Grünberg erstellte auch zahlreiche Gutachten im Bereich der Paläontologie.
Er war korrespondierendes Mitglied der Österreichischen Akademie der Wissenschaften und Scientific Fellow der Zoological Society of London.

## Veröffentlichungen (Auswahl)
- mit Erich Kutzer: Demodikose beim Rothirsch (Cervus elaphus). In: Zeitschrift für Parasitenkunde. Band 40, 1972, S. 9–17.
- mit Kurt Ehrenberg: Ein eigenartig pathologisch verändertes Höhlenbärenknochenfragment aus der Schlenkendurchgangshöhle im Land Salzburg. In: Die Höhle. Jahrgang 25, 1974, S. 136–142 (zobodat.at [PDF; 4,9 MB]).
- mit  Kurt Ehrenberg, Friedrich Bachmayer: Pathologische Reste von Ursus spelaeus. I. Beispiele von Wirbel-Ankylosen. In: Annalen des Naturhistorischen Museums in Wien. Jahrgang 79, Wien 1975, S. 23–36 (zobodat.at [PDF; 8,2 MB]).
- mit Kurt Ehrenberg: Bemerkenswerte Höhlenbärenfunde von der Schlenkendurchgangshöhlen-Expedition 1974. In: Die Höhle. Jahrgang 27, 1976, S. 11–16 (zobodat.at [PDF; 3,8 MB]).